# Municipio de Gilmore (condado de Benzie)
El municipio de Gilmore (en inglés: Gilmore Township) es un municipio ubicado en el condado de Benzie en el estado estadounidense de Míchigan. En el año 2010 tenía una población de 821 habitantes y una densidad poblacional de 42,27 personas por km².

## Geografía
El municipio de Gilmore se encuentra ubicado en las coordenadas 44°36′12″N 86°11′23″O / 44.60333, -86.18972. Según la Oficina del Censo de los Estados Unidos, el municipio tiene una superficie total de 19.42 km², de la cual 18,47 km² corresponden a tierra firme y (4,89 %) 0,95 km² es agua.

## Demografía
Según el censo de 2010, había 821 personas residiendo en el municipio de Gilmore. La densidad de población era de 42,27 hab./km². De los 821 habitantes, el municipio de Gilmore estaba compuesto por el 95,86 % blancos, el 0,37 % eran afroamericanos, el 1,1 % eran amerindios, el 0,12 % eran asiáticos, el 0,37 % eran de otras razas y el 2,19 % eran de una mezcla de razas. Del total de la población el 2,07 % eran hispanos o latinos de cualquier raza.